# Johann Georg Sütterlin
Johann Georg Sütterlin (* 5. April 1826 in Schönenbuch; † 11. Juni 1907 in Arlesheim) war ein Schweizer Theologe und römisch-katholischer Pfarrer.

## Leben und Werk
Johann Georg Sütterlin war ein Sohn des Kleinbauern Johann Georg Sütterlin und der Anna Maria, geborene Hammel. Im Taufbuch der Pfarrei Allschwil ist er mit Sitterlin eingetragen.
Sütterlin wuchs in ärmlichen Verhältnisse auf und besuchte die Gemeindeschule von Schönenbuch, später die Bezirksschule in Therwil. Zudem wurde er vom Pfarrer J. Gutzwiller in Oberwil unterrichtet. Dank eines Stipendiums konnte er für drei Jahre das Pädagogium in Basel besuchen.
Ab 1846 studierte Sütterlin Theologie und Philosophie an der Universität Bonn, ab 1848 an der Universität Freiburg i. Br. und ab 1949 an der Universität Tübingen. Anschliessend besuchte er für sechs Wochen das Priesterseminar in Solothurn. Am St. Stephanstag 1850 empfing er die Priesterweihe. In der Folge begann Sütterlin mit dem Tagebuch eines angehenden Geistlichen. Als Neupriester unterstützte er für drei Wochen den erkrankten Pfarrer Johann von Arx (1795–1881) in Witterswil. Anschliessend war er für neun Monate als Vikar in Oberkirch tätig. 
In Schönenbuch wirkte er von Dezember 1851 bis Mai 1854 als Pfarrvikar. Danach war er für zwanzig Jahre Pfarrer in Ettingen. Sein Nachfolger war der aus Blauen stammende Joseph Jeissi (1844–1935). Sütterlin wirkte ab 1874 als Pfarrer in Arlesheim und ab 1878 als Dekan des Kapitels Birseck. 
Er engagierte sich in der Schul- und Armenpflege, im Kirchenrat und in der Wehrli-Kommission. Zudem war er Mitglied in der Handschin-Stiftung. Als Anerkennung seiner vielseitigen Verdienste wurde er 1900 im Arlesheimer Dom zum Ehrendomherr des Bistums Basel ernannt. Als Historiker verfasste er u. a. heimatkundliche Schriften über das Dorf und die Pfarrei Arlesheim.